# Rhorus gaspesianulus
Rhorus gaspesianulus är en stekelart som beskrevs av Luhman 1981. Rhorus gaspesianulus ingår i släktet Rhorus och familjen brokparasitsteklar. Inga underarter finns listade i Catalogue of Life.